# Aeroportul Internațional Osaka
Aeroportul Internațional Osaka (IATA: ITM, ICAO: RJOO) este un aeroport din Toyonaka, Prefectura Osaka, Japonia ce deservește zona Osaka. Aeroportul a fost tranzitat în 2023 de 14.752.696 de pasageri. A fost deschis în 17 ianuarie 1939.
Situat la o altitudine de 15 m, aeroportul dispune de 2 piste. Este operat de Kansai Airports⁠(d).

## Infrastructură

### Piste
Aeroportul dispune de 2 piste. Pista 14R/32L are suprafața de asfalt și dimensiunile 3.000 m × 60 m. Pista 14L/32R are suprafața de asfalt și dimensiunile 1.828 m × 45 m. 

### Terminale
Aerogara are în componență 1 terminal, Osaka Airterminal Hotel⁠(d). 